# 爱斯基摩-阿留申语系
爱斯基摩－阿留申语系是一个位于阿拉斯加、加拿大北部、努纳维克、努纳武特、格陵兰岛、西伯利亚东部楚科奇半岛的语系。该语系分为两个部分，分别为爱斯基摩语族、阿留申语族。阿留申语族仅含阿留申语一种语言，分布在阿留申群岛与普里比洛夫群岛。可分为几种方言。爱斯基摩语族可分为两支：分布在阿拉斯加西部、西南部及俄罗斯远东楚科奇的尤皮克语，以及分布在阿拉斯加北部、加拿大和格陵兰的因纽特语支。后者是个方言连续体，又能进一步划分，迪奥米德群岛和东格陵兰的口音就相当不同。
爱斯基摩语族西伦尼克语的分类地位不明。部分语言学家将其列为尤皮克语一支，另一些则认为它与尤皮克语、因纽特语并列。

## 历史
阿拉斯加土著语言中心认为阿留申语和爱斯基摩语的共祖分化于至少4000年前。爱斯基摩语族在约1000年前进一步分化为尤皮克语和因纽特语。
爱斯基摩–阿留申语系是美洲原住民语言中的一种。这是地理上的语言分类，而不是基于语系关系的分类。爱斯基摩–阿留申语系与北美洲其他语系间没有明显的关系，一般认为反映了分散、最晚的抵达美洲的史前亚洲移民的语言。
亚历山大·沃文 (2015)指出，分布在西伯利亚东部和中国东北的北通古斯语族存在不见于南通古斯语族的爱斯基摩–阿留申借词，说明爱斯基摩–阿留申语曾一度广布于西伯利亚东部。沃文 (2015)估计，这些借词借来的时间不会早于2000年前，那时通古斯语系自黑龙江中游的故地开始向北扩张。沃文 (2015)据此将原始爱斯基摩–阿留申语的原乡定于西伯利亚地区。

## 内部分类
括号内的数字为此分类单元的使用者总人数。
爱斯基摩–阿留申语系
阿留申语
中西部方言：阿图卡方言、阿图瓦方言 † (1997)、白令方言 † (2021)、乌纳干方言（60-80）
东部方言：乌拉纳斯卡方言、普里比洛夫岛方言（400）
爱斯基摩语族
尤皮克语或“西爱斯基摩语支”（1.1万）
中阿拉斯加尤皮克语（1万）
通用中阿拉斯加尤皮克语(Yugtun)
彻瓦克尤皮克语(Cugtun)
努尼瓦克尤皮克语(Cugtun)
太平洋海湾尤皮克语（400）
Koniag Alutiiq
Chugach Alutiiq (Sugt’stun)
中西伯利亚尤皮克语 (Yuit/Yupigestun)（俄罗斯为Yuit，阿拉斯加为Yupigestun；1400）
Chaplino (Chaplinski) Yupik (Ungazighmiistun)
圣劳伦斯岛尤皮克语
纳乌坎尤皮克语（70）
西伦尼克语 † (1997)（部分人认为自成一支）
因纽特语或“东爱斯基摩语”（9.8万）
因纽皮雅特语（阿拉斯加北部，3500）
苏厄德半岛因纽皮雅特语
因努皮亚特语或北阿拉斯加因纽皮雅特语（含Uummarmiutun（阿克拉维克、因纽维克））
因纽维埃卢克顿语（加拿大西部，765）
Siglitun（波拉图克、萨克斯港、图克托亚图克）
伊努纳克坦语（乌鲁哈克托克也称Kangiryuarmiutun）
Natsilingmiutut（努纳武特地区Nattilik）
伊努克提图特语（加拿大东部；与因纽纳克坦语共4万）
Nunatsiavummiutut（550）
Nunavimmiutitut
南巴芬语
北巴芬语
中东努纳武特语
东南努纳武特语
格陵兰语（5.4万）
西格陵兰语（5万）
东格陵兰语（3500）
极地爱斯基摩语（约1000）

## 与其他语系的关系
当前爱斯基摩–阿留申语系不与其他任何语系有被主流语言学界接受的明确语系关系。一般认为它不与北美其他语系有紧密关系。具备说服力的爱斯基摩–阿留申语系关系假说基本都关注欧亚大陆的语系，如白令海峡对岸的楚科奇-堪察加语系。这些假说中较早的爱斯基摩–乌拉尔语系假说由丹麦先锋语言学家拉斯穆斯·拉斯克提出于1818年，他观察到了格陵兰语和芬兰语的相似性。此种假说中迄今最为完备的可能是迈克尔·福蒂斯丘的乌拉尔–西伯利亚语系假说（1998），将爱斯基摩–阿留申语系同尤卡吉尔语系和乌拉尔语系相联系。
更晚些约瑟夫·格林伯格 (2000–2002)将爱斯基摩–阿留申语系与欧亚大陆北部除叶尼塞语系外所有其他语系（印欧、乌拉尔、阿尔泰、朝鲜、日本、阿依努、尼夫赫、楚科奇-堪察加）归并到一个分类单元下，形成所谓欧亚语系。如此大胆的假说没能得到广泛的支持，批评指责格林伯格的假说存在非历史主义倾向，即缺乏已知史料支持，而偏重于外部的相似性。尽管欧亚语系假说被大多数语言学家所摒弃，Stefan Georg和亚历山大·沃文合撰的一篇评论文章称他们不愿立即将这理论置于被漠视的境地，但最后也承认这理论有些靠不住。格林伯格明白地称，他仅是整理、修订了弗拉迪斯拉夫·马尔科维奇·伊利希-斯维蒂奇、Bomhard及Kerns等前人的大规模比较工作而已。格林伯格希望词汇比较的证据，能加强他理论的说服力。
除开所有这些努力，欧亚语系理论因大规模比照法尚不够准确而遭到否定。比较语言学中，比照法的有效性是基于其高度规则的音变的，而不是基于偶然巧合的语义、音系相似，欧亚语系假说所基于的正是后一种。
1960年代莫里斯·斯瓦迪士认为其与瓦卡什语系有联系。Jan Henrik Holst (2005)拓展了该观点。

## 突出特征
每个词都只能有一个词根（规范语素），一般在开头。爱斯基摩–阿留申语的词根数量大都很少：中阿拉斯加尤皮克语仅有约两千个。词根后面是一系列派生后缀，都是加到词根基础含义上的规范语素。如果要单独表达派生后缀的含义，则要接在一个特殊的中性无义词根后面（中阿拉斯加尤皮克语为pi）。
基础词结构：词根-（词缀）-屈折-（附词）。下面是中西伯利亚尤皮克语的例子。
| angyagh-(gh)lla-ng(e)-yug-tuq=lu |
| 船-大-买-想要做-indic.3s-也      |
| “另外，他还想买艘大船。”         |

angyagh一个词上一共加了三个词缀。词根/规范语素angyagh和屈折-tuq包含陈述语气标记和第三人称单数标记。附词–lu“也”跟在屈折部分后面。
派生后缀后面是表示格（名词）、人称和语态（动词）的屈折后缀。阿留申语的格系统经历过大规模简化。爱斯基摩语名词、尤皮克语是作通型配列，动词人称标记也如此。所有爱斯基摩–阿留申语都有对施事及及物从句中受事的强制性非限定动词一致，有在从句中特别用于这一用途的后缀。
词尾可以加少数附词，如表示“但是”或表示一般疑问句。
音系上，爱斯基摩–阿留申语系与北美北部其他语系（如纳德内语系和钦西安语族、远东西伯利亚（楚科奇－堪察加语系）的较像。一般只有三个元音—/a/、/i/、/u/—部分尤皮克语方言还有/ə/。所有爱斯基摩–阿留申语都没有挤喉音，这与西伯利亚语言更像；除阿留申语外存都在四个调音部位的清塞音（唇音、舌冠音、软腭音、小舌音）（阿留申语没有清唇塞音，但有双唇鼻音）。一般有同部位擦音清浊对立，爱斯基摩语中还有清齿龈边擦音。尤皮克语许多方言和阿留申语存在清鼻音音位。

## 音系

### 爱斯基摩语族
下面的资料来自Michael Fortescue et al., 2010

#### 元音
爱斯基摩语/ə/对应阿留申语/i/。
|        | 前元音 | 央元音 | 后元音 |
| ------ | ------ | ------ | ------ |
| 闭元音 | /i/    | /ɨ/    | /u/    |
| 中元音 |        | /ə/    |        |
| 开元音 |        | /a/    |        |

#### 辅音
因纽特语仅允许单辅音声母，元音间也不能超过两个辅音。
尤皮克语缺乏因纽特语常见的辅音同化。
括号内的辅音不见于原始爱斯基摩语。
|        |        | 唇音        | 齿龈音    | 齿龈音      | 齿龈音 | 软腭音    | 小舌音 | 声门音 |
| 普通   | 颚化   | 唇音        | 边音      |             |        | 软腭音    | 小舌音 | 声门音 |
| ------ | ------ | ----------- | --------- | ----------- | ------ | --------- | ------ | ------ |
| 鼻音   | 鼻音   | /m/ (/m̥/)   | /n/ (/n̥/) | (/nʲ/)[1]   |        | /ŋ/ (/ŋ̥/) |        |        |
| 塞音   | 塞音   | /p/         | /t/       | /tʲ/        |        | /k/       | /q/    |        |
| 塞擦音 | 塞擦音 |             | ts[2]     |             |        |           |        |        |
| 擦音   | 清     | (/f/) (/w̥/) | ts[2]     | /s/ (/s̆/)   | (/ɬ/)  | (/x/)     | (/χ/)  | (/h/)  |
| 擦音   | 浊     | /v/ (/w/)   | /ð/       | (/z/) (/z̆/) |        | /ɣ/       | /ʁ/    |        |
| 颤音   | 颤音   |             | [3]       | [3]         | [3]    |           | (ʀ̃)    |        |
| 近音   | 近音   |             |           | /j/[4]      | /l/    |           |        |        |

### 阿留申语
下面元辅音资料来自Knut Bergsland (1997)。

#### 元音
阿留申语共有六个元音：三个短/i/、/u/、/a/，三个长/iː/、/uː/、/aː/。正字法上拼作ii、uu、aa，没有双元音。元音长度取决于重音、周围的辅音，东阿留申语中还要参考周围的元音。若元音位于词首且后面接软腭音或唇音，则为短元音：如指示词uka、ika、aka。
长元音要比对应的短元音更低，接小舌音时略前移：如uuquchiing“蓝狐狸”、qiiqix̂“海燕”、qaaqaan“吃它！”。
|        | 前元音   | 央元音   | 后元音   |
| ------ | -------- | -------- | -------- |
| 闭元音 | /i/ /iː/ |          | /u/ /uː/ |
| 中元音 |          |          |          |
| 开元音 |          | /a/ /aː/ |          |

#### 辅音
圆括号内的音素仅见于俄语、英语借词，斜体的仅见于东阿留申语，粗体的属于标准阿留申语。
阿留申语缺乏唇塞音，允许三个辅音拼成的复辅音，允许复辅音声母。
|      | 唇音    | 唇音    | 齿音     | 齿音    | 齿龈音       | 硬颚音  | 硬颚音 | 软腭音 | 软腭音  | 小舌音 | 小舌音 | 声门音 |
| ---- | ------- | ------- | -------- | ------- | ------------ | ------- | ------ | ------ | ------- | ------ | ------ | ------ |
| 塞音 | /p/ (p) | /b/ (b) | /t/ t    | /d/ (d) | /t̺͡s̺/ tʳ*     | /tʃ/ tj |        | /k/ k  | /ɡ/ (g) | /q/ q  |        |        |
| 擦音 | /f/ (f) | /v/ v*  | /θ/ 'hd' | /ð/ d   |              | /s/ s   | /z/ z  | /x/ x  | /ɣ/ g   | /χ/ x̂  | /ʁ/ ĝ  |        |
| 鼻音 | /m̥/ hm  | /m/ m   | /n̥/ hn   | /n/ n   |              |         |        | /ŋ̥/ hŋ | /ŋ/ ŋ   |        |        |        |
| 边音 |         |         | /ɬ/ hl   | /l/ l   |              |         |        |        |         |        |        |        |
| 近音 | /ʍ/ hw  | /w/ w   |          |         | /ɹ/、/ɾ/ (r) | /ç/ hy  | /j/ y  |        |         |        |        | /h/ h  |

## 词法

### 语言类型

#### 構詞類型
爱斯基摩–阿留申语是多式综合语，即一个词可以包含多个派生词缀或语素。爱斯基摩–阿留申语系格外偏重后缀（Inuktitut指示词中有一个前缀）。后缀可互相结合，可以造出无限的词。可以额外另加的语素大都有名词性的主语或宾语、状语、直接宾语、特定名词短语。多式综合语也被视作一种极端的黏着语，允许一个词携带其他语言里一个从句才能表达的信息。例如，中阿拉斯加尤皮克语中：
| qayarpaliqasqessaagellruaqa                |
| qayar-pa-li-qa-sqe-ssaage-llru-aqa         |
| 皮艇-大-做-pol-ev-A.ask-但-过去-1/3单.陈述 |
| 我让他做艘大皮艇。（但他还没做出来）       |

作为多式综合语，爱斯基摩–阿留申语关注的是“每个语素的语义、能加在哪些词类上、是否存在词类变化、加上去后左边会发生什么词法效果”。

#### 句法類型
爱斯基摩–阿留申语语序为主语-宾语-谓语（SOV）。
爱斯基摩语是作通型配列，即不及物动词主语和及物动词宾语同属通格，及物动词主语属于作格，两者分别被标记。而阿留申语則是部分作格，一般情況主语和宾语标记相同，除非不明指宾语時，主語才带作格标记。
阿留申语格标记例：
| Tayaĝu-x̂       | qa-x̂ | qa-ku-x̂     |
| 人-通格        | 鱼   | 吃-陈述-3单 |
| 人吃（一条）鱼 |      |             |

| Tayaĝu-m   | qa-kuu          |
| 人-作格    | 吃-3单/3单.陈述 |
| 人吃（它） |                 |

## 句法
爱斯基摩–阿留申语句法涉及其词法结构。爱斯基摩和阿留申语两支在句法上已经不大相似了。Bergsland指出，阿留申语曾是一种比现代爱斯基摩语更像原始爱斯基摩语的语言，但现在已经拉开了距离。
关系格*-m、工具格*-mEk/meN、方位格*-mi经历过音素合并，导致原始爱斯基摩语的作格词法解释完全不同。
为进一步解释阿留申语句法的深刻变化，Bergsland总结出了阿留申语句法变化的多米诺效应步骤表：
1. 末音节弱化简化，以及随之而来的方位格、关系格、工具格标记融合；
2. 作格系统崩溃，后置结构中关系格和方位格的区别也崩溃；
3. 自崩溃后发展出阿留申语不寻常的回指指称系统，与严格的SOV语序并驾齐驱；
4. 当原始词素开始充当任何回指（不显性（non-overt））时形成简单第三人称；
5. 此种指示物的数（包含显性论元所有者的数量）扩散到（复杂）句子的末动词，并推翻与主语的一致。

## 外部連接
- Alaska Native Language Center （页面存档备份，存于）